# El Pedregal (Peru)
El Pedregal ist eine Stadt in der Provinz Caylloma in der Region Arequipa im Südwesten von Peru. El Pedregal ist Sitz des Distrikts Majes. Die Stadt hatte beim Zensus 2017 44.264 Einwohner. 10 Jahre zuvor lag die Einwohnerzahl bei 20.063.

## Geographische Lage
Die 1410 m über dem Meeresspiegel gelegene Stadt El Pedregal befindet sich 70 km westlich von der Stadt Arequipa in der ariden Küstenebene von Südwest-Peru. Die Nationalstraße 1S (Panamericana) von Camaná nach Arequipa führt an der Stadt vorbei. In der näheren Umgebung wird teils bewässerte Landwirtschaft betrieben, ansonsten herrscht Wüstenvegetation.